# Hôtel Les Trois Rois
Ne doit pas être confondu avec Hôtel des Trois-Rois.
Le Grand Hôtel Les Trois Rois à Bâle (Suisse), habituellement identifié jusqu'en 1986 par son nom allemand, « Hotel drei Könige », est souvent cité comme l'un des plus anciens hôtels de Suisse. Il est situé sur la rive gauche du Rhin, à quelques pas en aval du premier pont de la ville sur le fleuve.

## Historique
En 1681, la maison est mentionnée pour la première fois comme « Herrenherberge und Gasthof zu den drei Königen ». Le bâtiment principal actuel a été construit en 1844 dans le style néoclassique selon les plans de l'architecte bâlois Amadeus Merian. En 1911, le bâtiment principal situé sur le Schifflände a été agrandi selon les lignes et les formes de la Belle Époque. Au cours des 160 années suivantes, l'hôtel a été reconstruit à plusieurs reprises.
En 2004, Thomas Straumann, un industriel bâlois, rachète l'hôtel au groupe genevois Richemont et le fait restaurer dans son état de 1844. Au lieu de vider le bâtiment, on l'a enlevé couche par couche ; au cours de ce processus, des peintures dans l'entrée et le papier peint d'origine ont été découverts et restaurés. L'hôtel a rouvert ses portes le 20 mars 2006 et est depuis lors exploité sous le nom de « Les Trois Rois ».
Au cours des quatre siècles d'histoire de l'hôtel, Voltaire, Napoléon Bonaparte, la reine Élisabeth II, Pablo Picasso, Thomas Mann et de nombreuses autres célébrités du monde entier ont été des clients réguliers. En outre, la photographie la plus célèbre de Theodor Herzl a été prise sur le balcon de l'hôtel en 1901, lors du cinquième congrès sioniste. En novembre 1912, les délégués du Congrès socialiste international y élaborent leur manifeste pour la paix.

## Restauration
Depuis le Guide Michelin 2016, le restaurant Cheval Blanc de l'hôtel a obtenu trois étoiles sous la direction du chef Peter Knogl (l'un des trois restaurants suisses à le faire).